# Dingja
Dingja este o localitate din comuna Gulen, provincia Sogn og Fjordane, Norvegia, cu o populație de 40 locuitori (2013).